# Anthonotha sassandraensis
Anthonotha sassandraensis är en ärtväxtart som beskrevs av André Aubréville och François Pellegrin. Anthonotha sassandraensis ingår i släktet Anthonotha och familjen ärtväxter. Inga underarter finns listade i Catalogue of Life.